# Wittelsbacherstraße (München)
Die Wittelsbacherstraße ist eine Innerortsstraße im Stadtbezirk Ludwigsvorstadt-Isarvorstadt von München.

## Verlauf

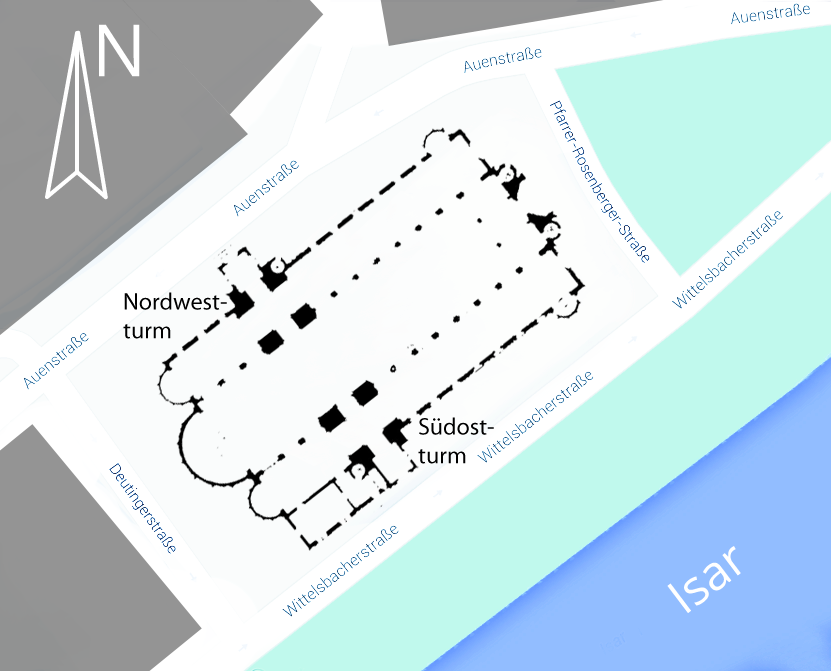
Lage von St. Maximilian zwischen Wittelsbacherstraße und Auenstraße

Die Straße liegt am Ostrand der Isarvorstadt (Glockenbachviertel). Sie führt in südlicher Verlängerung der Erhardtstraße als Teil der Isarparallele von der Fraunhoferstraße an der Reichenbachbrücke (über ein kurzes Zwischenstück der Auenstraße), die katholische Stadtpfarrkirche St. Maximilian (mit Hausnummer der Auenstraße) passierend am linken Isarufer entlang über den Baldeplatz an der Wittelsbacherbrücke und trifft dann wieder auf die Auenstraße. Dabei wird der motorisierte Verkehr in Süd-Nord-Richtung über die Wittelsbacherstraße und in Nord-Süd-Richtung über die Auenstraße geleitet. An der Einmündung der Auenstraße endet sie. Der Verkehr der Isarparallele wird auf der Auenstraße zum Roecklplatz im Dreimühlenviertel weitergeführt und verläuft dann über die Isartalstraße weiter und unter der Braunauer Eisenbahnbrücke hindurch zur Schäftlarnstraße und zur Brudermühlstraße (Mittlerer Ring).

## Öffentlicher Verkehr
Am Baldeplatz kreuzte früher die Straßenbahnlinie 17, die vom Wettersteinplatz zum Goetheplatz führte. Sie ist längst durch Buslinien ersetzt.

## Namensgeber
Die Straße ist nach dem Herrschergeschlecht der Wittelsbacher benannt.

## Geschichte
Die Straße wurde ab 1888 bebaut.

## Charakteristik
Die Straße wird als Kaistraße mit Lindenallee und einzeiliger Bebauung mit vornehmen Mietshäusern charakterisiert.

## Gebäude

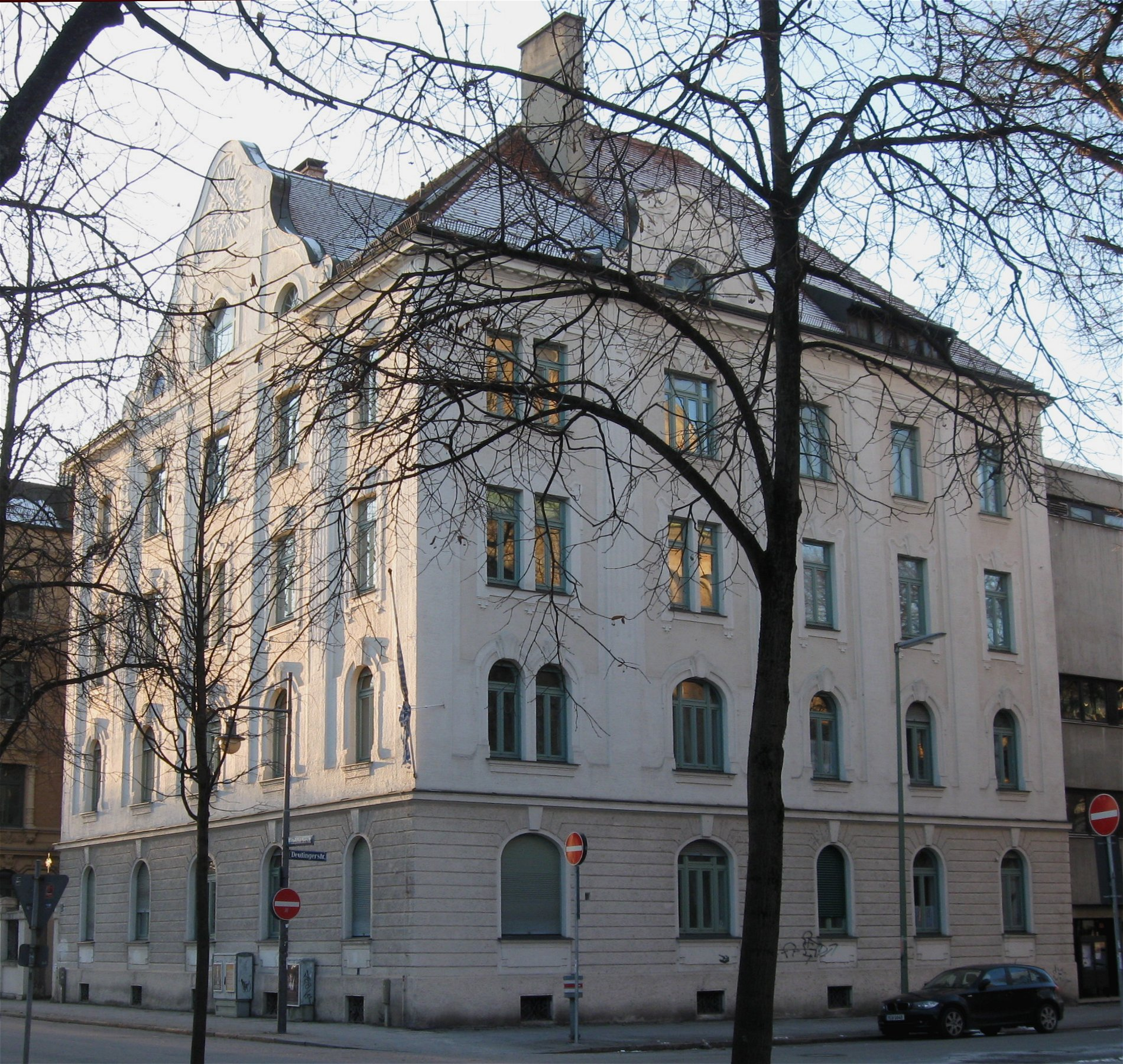
Wittelsbacherstraße 2

Denkmalgeschütztes Gebäude sind: Hausnr. 2 (Pfarrhaus St. Maximilian), die Mietshäuser Nr. 3, 5 und 6, die Schule Nr. 10, die Mietshäuser Nr. 13, 14, 15 und (jenseits des Baldeplatzes) 16, der Doppelhausblock Nr. 17 und 18, das Mietshaus Nr. 19, das Eckhaus Nr. 20 zur Auenstraße (von Albin Lincke und Carl Vent) und das Eckhaus Klenzestraße 105.
Einzelheiten siehe Liste der Baudenkmäler in der Isarvorstadt#W.

### In der Nähe

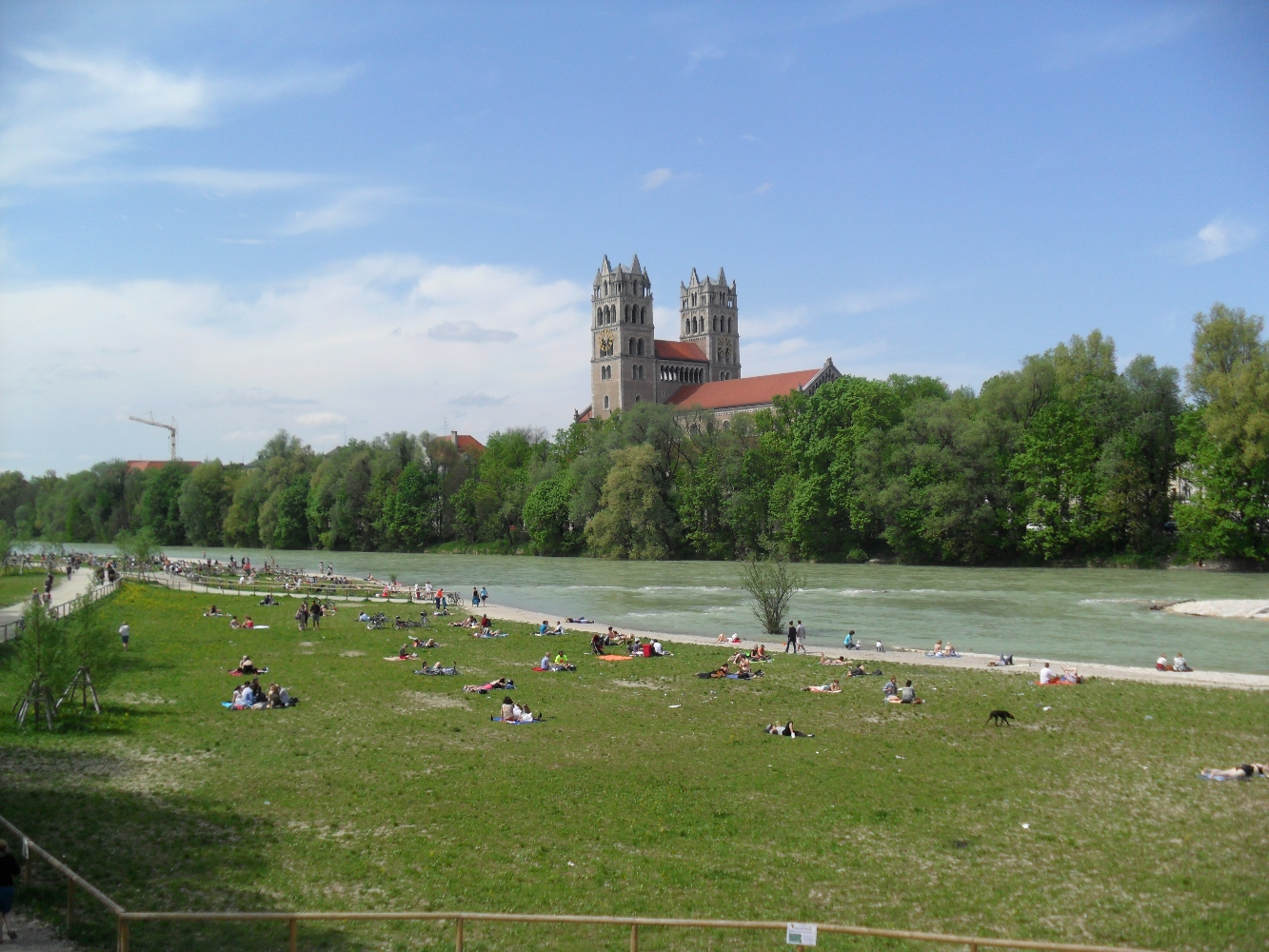
Blick über die Isar auf St. Maximilian, im Vordergrund die Lindenallee zur Isar

- Auenstraße 1: Kath. Stadtpfarrkirche St. Maximilian, monumentaler neoromanischer Bau, 1895–1908 von Heinrich von Schmidt.
- Reichenbachbrücke und Wittelsbacherbrücke